# PKG Pensionskasse
Die PKG Pensionskasse (ursprünglich Pensionskasse für Gewerbe, Handel und Industrie (PKG)) mit Sitz in Luzern ist eine unabhängige Gemeinschaftseinrichtung für die berufliche Vorsorge von kleinen und mittleren Unternehmen. Sie versichert mit flexiblen und bedarfsgerechten Leistungsplänen das Personal der ihr angeschlossenen Unternehmen im Rahmen der 2. Säule. 
Die PKG Pensionskasse wurde 1972 in Luzern als privatrechtliche Stiftung für die berufliche Vorsorge gegründet. Ihr waren gemäss Geschäftsbericht Ende 2021 insgesamt 1'706 Unternehmen mit 38'252 aktiv Versicherte und 5'813 Rentenbezüger angeschlossen. Das verwaltete Vorsorgekapital belief sich auf 9,5 Milliarden Schweizer Franken.

## Rechtsgrundlagen
Die gesetzlichen Grundlagen bilden das Bundesgesetz über die berufliche Alters-, Hinterlassenen- und Invalidenvorsorge, das Bundesgesetz über die Freizügigkeit in der beruflichen Alters-, Hinterlassenen- und Invalidenvorsorge sowie die dazugehörigen Verordnungen. Zu den Rechtsgrundlagen zählt unter anderem das Vorsorgereglement der PKG Pensionskasse.

## Organisation
Oberstes Organ ist der paritätisch zusammengesetzte Stiftungsrat. Dieser setzt sich aus je neun Arbeitnehmer- und Arbeitgebervertreter zusammen und wird jeweils auf drei Jahre von der Delegiertenversammlung gewählt. Die operative Führung obliegt der Geschäftsleitung.